# Мин-Орюк
Мин-Орюк (кирг. Миң-Өрүк) — село в Сузакском районе Джалал-Абадской области Кыргызстана. Входит в состав Барпынского айылного аймака.

## География
Село расположено в юго-восточной части области, к северу от реки Чангет, на расстоянии приблизительно 13 километров (по прямой) к востоку от села Сузак, административного центра района. Абсолютная высота — 791 метр над уровнем моря.

## Население
Согласно оценочным данным Национального статистического комитета Кыргызской Республики, численность населения села на начало 2023 года составляла 1304 человека.
| год     | 2009 | 2014 | 2015 | 2020 | 2021 | 2023 |
| ------- | ---- | ---- | ---- | ---- | ---- | ---- |
| человек | 930  | 1014 | 1016 | 1241 | 1262 | 1304 |